# Vitvingad cinklod
Vitvingad cinklod (Cinclodes atacamensis) är en fågel i familjen ugnfåglar inom ordningen tättingar.

## Utbredning och systematik
Vitvingad cinklod delas in i två underarter:
- Cinclodes atacamensis atacamensis – förekommer i Anderna från Peru till västra Bolivia, norra Chile och norra Argentina
- Cinclodes atacamensis schocolatinus – förekommer i centrala Argentina (Sierra de Córdoba och nordöstra San Luis)

## Status och hot
Arten har ett stort utbredningsområde, men tros minska i antal, dock inte tillräckligt kraftigt för att den ska betraktas som hotad. Internationella naturvårdsunionen IUCN listar arten som livskraftig (LC).